# Acrocephalus musae
Espèce
Statut de conservation UICN

 EX  : Éteint
Acrocephalus musae est une espèce d'oiseaux éteinte de la famille des Acrocephalidae, autrefois considérée comme sous-espèce de la Rousserolle à long bec (Acrocephalus caffer).

## Répartition
Cette espèce était endémique de deux îles de l'Archipel de la Société (Polynésie française).

### Sous-espèces
Il existait deux sous-espèces :
- Acrocephalus musae musae (Forster, JR, 1844), qui vivait sur l'île Raiatea ;
- Acrocephalus musae garretti Holyoak & Thibault, 1978, qui vivait sur l'île Huahine.